# Lag Ba'omer

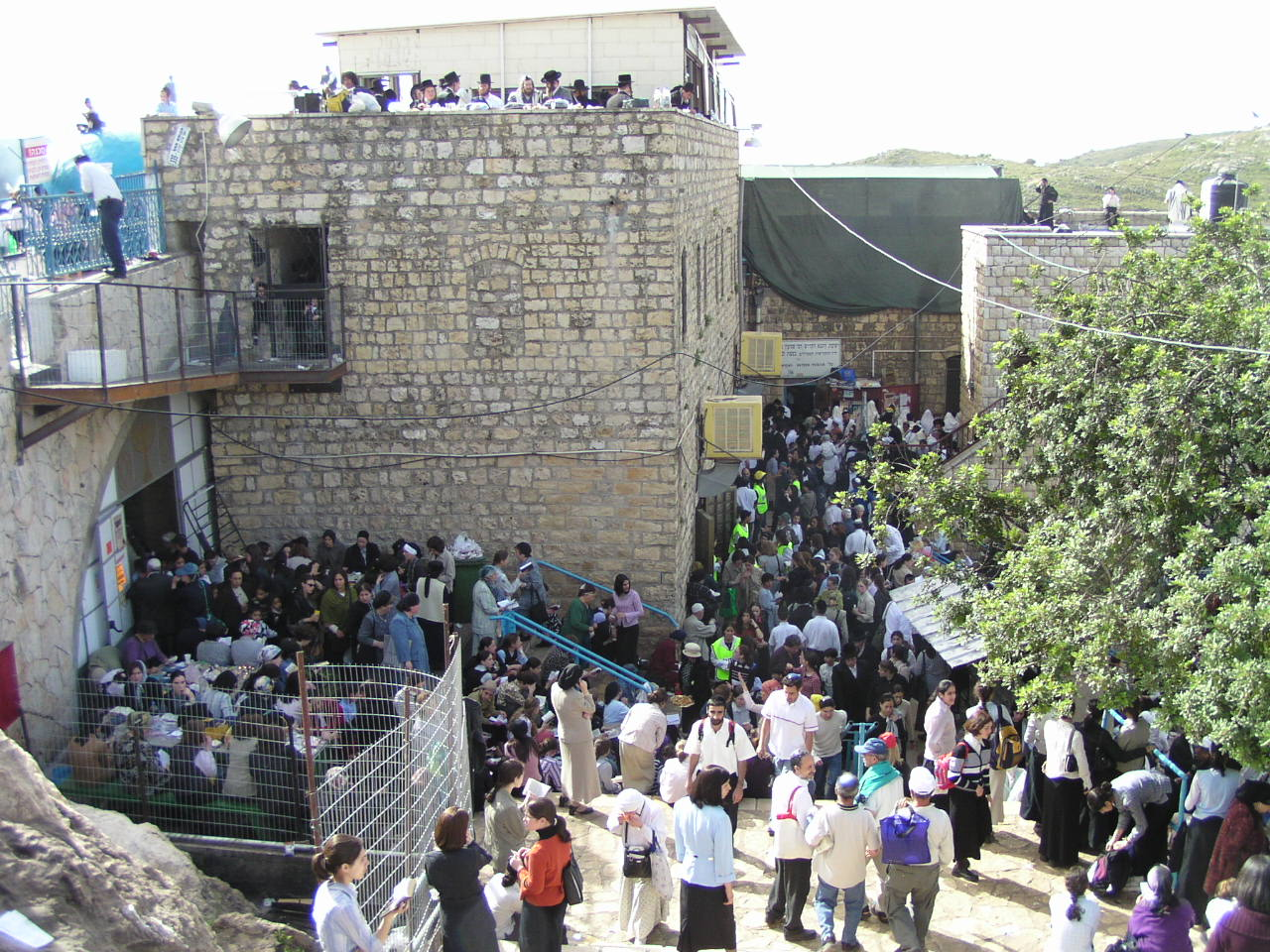
La tumba del rabino Shimon bar Yojai en Merón, durante Lag Ba'omer.

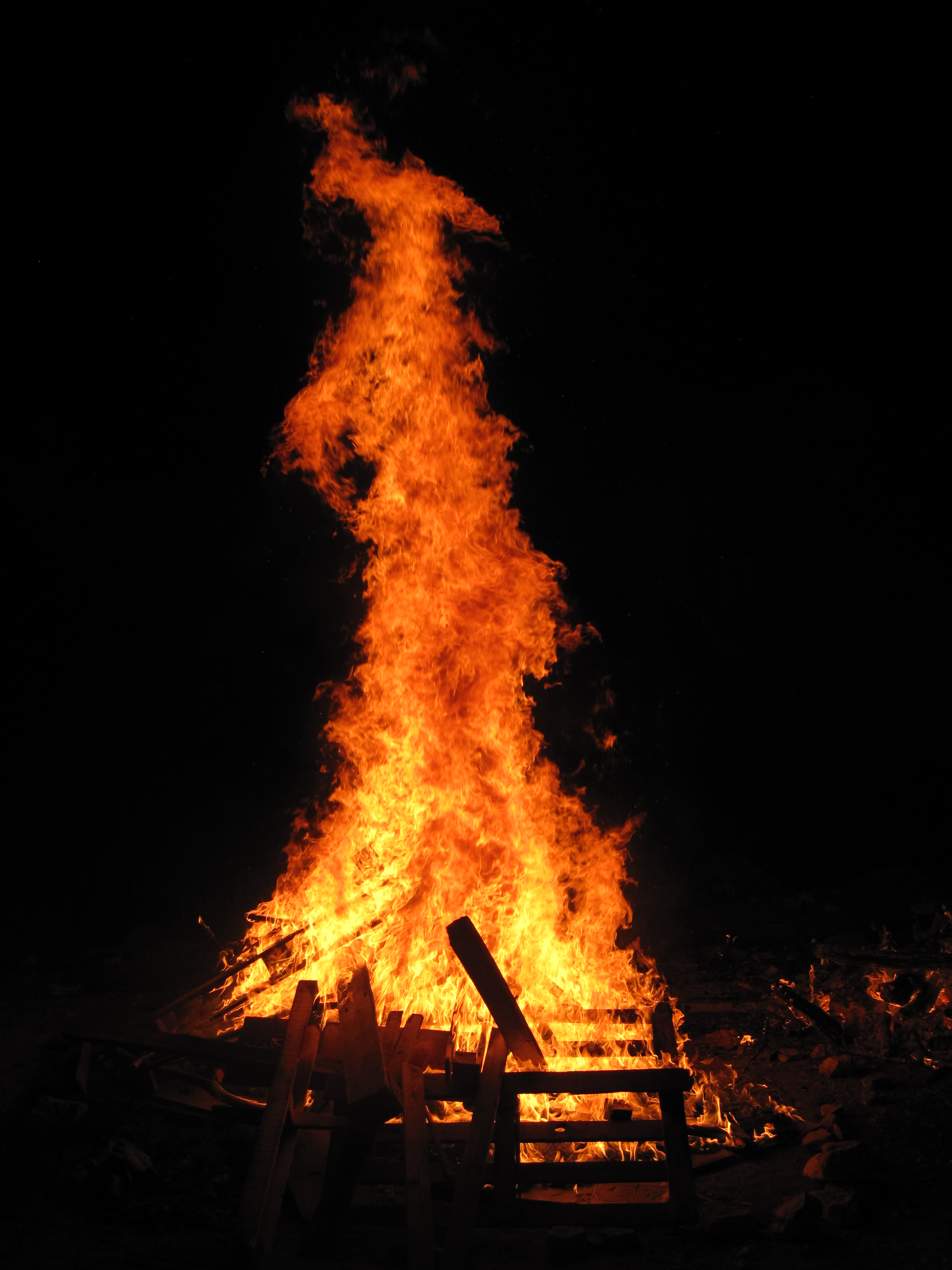
Fogata típica de la festividad.

Lag Ba'omer (en hebreo: ל"ג בעומר, lit. trigésimo tercer día del Omer) es el nombre dado al día 18 de Iyar en el calendario hebreo. De acuerdo con la tradición judía, la tristeza y el pesar que acompañan a la Cuenta del Omer son interrumpidos en este día. Hay dos bases para este mandamiento: la primera es que en este día cesó la peste que había brotado entre los discípulos de Rabí Akiva, y la segunda es que en esta fecha se conmemora el aniversario de fallecimiento de Rabí Shimon bar Yojai.
Se festeja entre la festividad de Pésaj y la festividad de Shavuot. Lag Ba'omer acontece el 18 de Iyar y el 33 de la cuenta del Omer, cuenta que se realiza entre Pésaj y Shavuot. El Omer era una medida de cebada que se ofrendaba en el Templo de Jerusalén, el segundo día de Pésaj dando comienzo a la cosecha en toda la tierra de Israel. Este día el pueblo judío comenzaba a contar 7 semanas completas hasta la festividad de Shavuot, en la cual traían las primicias de las cosechas al Templo como ofrenda, en este día se recordaba la entrega de los Diez Mandamientos en el monte Sinaí.
En el siglo II en Lag Ba'omer, fallece Rabí Shimón Bar Yojai (Rashbi) el alumno pródigo de Rabí Akiva, célebre místico a quien se le atribuye la autoría del Zohar. Antes de expirar pide a sus alumnos que este día se convierta en una festividad y día de alegría.
Otra razón por la cual se festeja es, que hubo una plaga que diezmo a los alumnos de Rabí Akiva matando a más de 24 000. En el día de Lag Ba'omer las muertes terminaron.
Por generaciones se festeja este día saliendo a los bosques con arcos y flechas haciendo grandes fogatas. Esta costumbre origina ya que en la época del dominio romano sobre Israel se prohibía el estudio de la Torá, por ello los estudiantes salían al bosque con arcos y flechas para evitar que las patrullas se dieran cuenta que se dirigían a estudiar Torá y pensaran que los estudiantes iban a cazar.
En Israel se acostumbra visitar la tumba de Rabí Shimón bar Yojai en la ciudad de Merón, en la Galilea, al norte de Israel. Miles de personas peregrinan en este día convirtiendo la ciudad en una gran fiesta.

## Pronunciación
La palabra Lag se conforma en hebreo por las letras Lamed y Guímel, pronunciadas /l/ y /g/, siendo a su vez la duodécima y la tercera letras del alfabeto hebreo respectivamente, con un valor numérico de 30 y 3 respectivamente (en el hebreo bíblico los número se conformaban por letras del alfabeto, no por cifras). Dado que en hebreo no existen las vocales, y la pronunciación de las letras se determina por una serie de signos diacríticos (Niqud), se suele pronunciar la primera letra con el signo Kamatz por debajo, el cual indica el fonema /a/, confiriéndole al acrónimo la forma de Lag, que es como se suele escribir en los idiomas que utilizan en alfabeto latino, como el español.
La palabra Omer se pronuncia como si la /o/ llevara un acento en español, es decir con la primera sílaba acentuada. Por motivos de costumbre no se ha llegado a añadir el acento gráfico, cosa que sí ocurre en el caso de otras festividades judías, como Pésaj.

## Calendario
Puesto que se observa basado en el calendario hebreo, la festividad es una fiesta móvil con respecto al calendario gregoriano. Las fechas de su celebración en los años 2020 a 2023 fueron:
| Año judío | Fecha gregoriana (calendario civil) |
| --------- | ----------------------------------- |
| 5780      | 12 de mayo de 2020                  |
| 5781      | 30 de abril de 2021                 |
| 5782      | 19 de mayo de 2022                  |
| 5783      | 9 de mayo de 2023                   |

Como es de costumbre en las solemnidades judías, el día de festejo empieza la noche anterior (Erev Jag) y termina en las últimas horas de la tarde del día siguiente.